# Нефрологија
Нефрологија је грана интерне медицине и педијатрије која се бави изучавањем рада и болести бубрега.
Термин нефрологија је кованица настала од грчких речи нефро (νεφρό), која означава бубрег, и логос (λόγος), у значењу наука.